# ベルタ (企業)
株式会社ベルタ（英語: BELTA Inc.）は、東京都港区に本社をおく、D2C事業を展開する企業。自社D2Cブランドを複数展開している。

## 概要
2020年創立の企業。「女性のライフステージの課題を解決する」というミッションを掲げ、D2C事業や保険事業を展開。

## 沿革
- 2020年12月 - 株式会社ビーボよりD2C事業を移管し株式会社ベルタ設立（株式会社ビーボは2010年9月設立）

## 商品・サービス
- D2C事業

女性のライフステージの悩みに寄り添うD2CブランドBELTAを展開。女性のライフステージ変化に沿った美容健康商品の企画販売や専門家による相談サービス、イベントを行う。

ー商品ラインナップ
ベルタ酵素ドリンク、ベルタ葉酸サプリ、ベルタプエラリア、ベルタマザークリーム、ベルタヘアローション、ベルタルイボスティー、ベルタプレリズム、ベルタベビーローション、ベルタスカルプシャンプー、ベルタヘアカラートリートメント、ベルタママリズム、ベルタベビーソープ、ベルタベビー日焼け止めシートUV、ベルタ温活シルク腹巻、ベルタマタニティショーツ、ベルタきざみ本薬湯、ベルタ骨盤ベルト、ベルタスリムトリプル、ベルタ離乳食サービス、ベルタ幼児食サービス

ー専門家相談サービス
助産師や薬剤師、胚培養士や妊活マイスターなど女性のライフステージにおける悩みに応えるため各種専門家が在籍しており、相談を受付ている。

ーイベント
身体の悩みや心の悩み、お金やキャリアのことなど様々なテーマで各種専門家が無料セミナーを開催
- 保険事業

結婚や出産などライフステージ変化におけるお金の悩みを相談できるサービス、ベルタ保険相談サービスを展開。

## 関連会社
- 株式会社QOOLキャリア
- 株式会社ベビレンタ